# Juicio (pensamiento)
El juicio es un pensamiento en el que se afirma o se niega algo de algo. Según Aristóteles, el juicio es el "pensamiento compuesto de más de una idea, pero dotado, a la vez, de una unidad especial que se logra por medio de la cópula". 

## Elementos
- Sujeto: Es la persona, cosa, situación o conducta a la que se le atribuye algo o se le culpa de algo
- Predicado:Lo que se dice del sujeto.
- Cópula:El elemento relacionado

## Ejemplo
- Juicio: El hombre es racional.
- Sujeto: El hombre.
- Predicado: Es racional.

- Cópula: establece que el contenido pensado en el predicado es propio del objeto del juicio, establece que al hombre le es propio el carácter de racional.